# Кульель, Агустин
Агустин Кульель Тешидо (исп. Agustín Cullell Teixidó; 17 июня 1928, Барселона — 20 апреля 2017, Мадрид) — чилийский дирижёр и музыкальный педагог.
В 1936 году прибыл в Чили с семьёй испанских беженцев. Окончил Национальную консерваторию Чили как скрипач, ученик Вернера Фишера; изучал также композицию под руководством Доминго Санта-Круса. В студенческие годы играл в струнном квартете консерватории вместе с Хайме де ла Харой.
По окончании учёбы начал преподавать в консерватории камерный ансамбль и дирижировать консерваторским оркестром, одновременно играл на скрипке в Симфоническом оркестре Чили. В 1957—1959 гг. стажировался в Европе: сперва в Испании у Атаульфо Архенты и Хуана Горостиди, затем в Италии у Альчео Галльеры и наконец во Франции у Луи Фурестье и Фернана Убраду.
Вернувшись в Чили, в 1961—1962 гг. работал в Симфоническом оркестре Чили, в 1965—1968 гг. возглавлял Филармонический оркестр Сантьяго, одновременно преподавал дирижирование в Национальной консерватории. В 1968—1973 гг. декан факультета искусств и руководитель камерного оркестра Южного университета Чили в Вальдивии.
После военного переворота 1973 года покинул Чили и работал в других латиноамериканских странах. В 1979—1982 гг. главный дирижёр Филармонического оркестра Боготы, в 1982—1984 гг. возглавлял Национальный симфонический оркестр Коста-Рики. В Коста-Рике также был профессором национального университета, программным директором молодёжного оркестра. В 1977—1984 гг. возглавлял Интерамериканский центр исполнительского образования (исп. Centro Interamericano de Estudios Instrumentales). В 1991—1992 гг., вернувшись в Чили, возглавлял Симфонический оркестр Чили.
Автор многочисленных статей о чилийских музыкантах и истории чилийских музыкальных институций.